# Einari Ketola
Otto Einari Ketola (ursprungligen Frestadius), född 23 april 1904 i Impilax, död 11 juli 1980 i Helsingfors, var en finländsk skådespelare, sångare och sångtextförfattare. Ketola är mest känd för att under andra världskriget ha uppträtt under artistnamnet Korpraali Möttönen.

## Biografi
Ketola var son Kalle Frestadius och Katri Revo. Frestadius, som bytte namn till Ketola, studerade tidigt sång och var därefter verksam som skådespelare vid flera teatrar; 1927–1928 samt 1937–1938 vid Villmanstrands arbetarteater, 1928–1929 vid Viborgs arbetarteater, 1929–1930 vid Kuopios arbetarteater, 1931–1932 vid Tammerfors arbetarteater, 1935–1937 samt 1939–1942 vid Helsingfors arbetarteater och var 1938–1939 chef för Tavastehus arbetarteater. Under tiden vid teatrarna i Kuopio och Helsingfors var Ketola även regissör. Utöver skådespeleriet var Ketola författare till ett antal teaterpjäser. Ketola inkallades till armén under vinterkriget och deltog vid ett kulsprutekompani under de hårda striderna vid Taipaleenjoki och Vuosalmi.
Mest känd är Ketola som rollfiguren korpral Möttönen, som han gestaltade på turnéer under andra världskriget. Det var Ketola själv som utvecklade rollfiguren, medan namnet gavs av den kände propagandisten Reino Palmroth. Ketola uppträdde flitigt som Möttönen på både fältsjukhus och för frontsoldater, ibland upp till fyra-fem gånger om dagen. I juni 1942 gjorde han två skivinspelningar med korpral Möttönens sånger; Möttönen monnina och Möttönen komennuksella. Båda sångerna var skrivna av Ketola själv. Figuren var som mest populär i december 1942, då Ketola spelade denne i Ossi Elsteläs film Niin se on, poijaat ("Så är det, pojkar"), vars filmtitel kom från korpral Möttönens ständigt återkommande replik. Fru Möttönen spelades i filmen av Siiri Angerkoski. Ytterligare två skivinspelningar gjordes med Ketola 1942, vilka fick titlarna Jonotus-serenadi och Möttönen ja pojat, men grund av en brand i Pohjoismainen Sähkös lager, vilken förorsakats av ryskt bombardemang mot Helsingfors, förstördes skivorna och kunde inte publiceras kommersiellt.
Under kriget var korpral Möttönen en mycket uppskattad rollfigur, men inte helt utan kritik. När fortsättningskriget slutade 1944 blev Ketolas bakgrund som propagandaartist till en belastning för honom; han uteslöts från skådespelarförbundet och på grund av ogrundade anklagelser om fascism fick han ingen skådespelaranställning. Ketola fortsatte uppträda som korpral Möttönen bland krigsveteraner ännu fram till 1947, samtidigt som han svartlistades från bland annat Nationalteatern. Samma öde drabbade inte alla propagandister; exempelvis fick Aku Korhonen, som under kriget spelat rollfiguren Lapatossu, fortsätta spela vid Nationalteatern.  Reino Palmroth och Ossi Elstelä gav Ketola anställning vid Glada teatern och enare vid revyteatern Punainen Mylly. Ketola återkom i filmroller 1954 och gjorde sin sista film 1979. Han gick i pension 1969, men på grund av kontroverserna kring honom fick han ingen pension och blev tvungen att förlita sig på sina goda vänners välvilja. Först i mitten av 1970-talet beviljades han pension retroaktivt från 1969.
En av de sista gångerna Ketola framträdde som korpral Möttönen var i det musikaliska TV-programmet Iskelmäkaruselli 1962. I programmet medverkade även Georg Malmstén och Kullervo Linnas orkester. Ketola gav ut nya skivinspelningar 1972 och 1974, men till följd av utfrysningen slutade han successivt uppträda på 1960- och 1970-talen. När han avled 1980 bekostades begravningen av krigsveteraner.

## Filmografi (urval)
- Vihtori ja Klaara (1939)
- Kuollut mies rakastuu (1942)
- Niin se on, poijaat! (1942)
- Niskavuoren Heta (1952)
- Laivan kannella (1954)
- Minä soitan sinulle illalla (1954)
- Pekka ja Pätkä puistotäteinä (1955)
- Pekka ja Pätkä pahassa pulassa (1955)
- Kiinni on ja pysyy (1955)
- Pekka ja Pätkä ketjukolarissa (1957)
- Pekka ja Pätkä sammakkomiehinä (1959)
- Pekka ja Pätkä mestarimaalareina (1959)
- Pekka ja Pätkä neekereinä (1960)
- Kankkulan kaivolla (1960)
- Asfalttilampaat (1968)
- Aika hyvä ihmiseksi (1977)
- Ihmemies (1979)